# Вейсели
Вейсели (на македонска литературна норма: Вејсели) е село в община Валандово, Северна Македония.

## География
Вейсели е разположено в южните склонове на Плавуш.

## История
В края на XIX век Вейсели е изцяло турско село в Дойранска каза на Османската империя. В „Етнография на вилаетите Адрианопол, Монастир и Салоника“, издадена в Константинопол в 1878 година и отразяваща статистиката на населението от 1873 година, Весели (Véséli) е посочено като селище със 70 домакинства, като жителите му са 141 мюсюлмани. Според статистиката на Васил Кънчов („Македония. Етнография и статистика“) от 1900 година, Венсели има 280 жители, всички турци.
След Междусъюзническата война в 1913 година селото попада в Сърбия. Според Димитър Гаджанов в 1916 година във Весели живеят 40 турци.
Според преброяването през 2021 година, селото е напълно обезлюдено и няма жители.